# 越空狂龍
是一部1993年的美國科幻動作電影，由馬可·布萊畢拉首次執導。主演是席維斯·史特龍和衛斯理·史耐普。本片於1993年10月8日在美國上映。
本片敘述犯罪天王與熱血戰警對抗的故事，兩人都在1996年被低溫冷凍，並在2032年被解凍。在2010年大地震毀滅了大部分的洛杉磯之後，一個合併了聖地牙哥與洛杉磯的新成市「聖安磯」誕生，表面上看來這個城市的犯罪行為已被主流社會所淘汰。
某方面本片暗示了奧爾德斯·赫胥黎的反烏托邦小說《美麗新世界》。

## 劇情
1996年，洛城警局分隊長約翰·史巴坦（John Spartan，席維斯·史特龍 飾演）領導一個營救團體，要從暴力犯罪份子賽門·菲尼斯（Simon Phoenix，衛斯理·史耐普 飾演）救出人質。在掃瞄了營救區域確定沒有人質存在的跡象後，史巴坦攻入菲尼斯的巢穴並且抓住了他，但是菲尼斯引爆炸彈炸毀了大樓。隨後竟在瓦礫堆中找到了許多人質的屍體，於是洛城警局以害死人質的理由逮捕了史巴坦。根據「冷凍罪犯」條款，史巴坦與菲尼斯兩人被判處在冷凍監獄裡長期拘禁，並且在冷凍時期給予「康復技能」。
2032年，菲尼斯被解凍參加假釋聽證會，他使用被冷凍時所賦予的「技能（卻都是犯罪技能）」逃出了冷凍監獄，重啟他的犯罪生涯；另外，虛構的2010年洛杉磯大地震後，在雷蒙·卡圖博士（Raymond Cocteau，奈傑爾·霍桑 飾演）的領導下，「聖安磯」市--一個由洛杉磯、聖地牙哥，以及聖芭芭拉合併的嶄新烏托邦式城市得以成立，在這裡，所有人類的惡行都已被取締，而警方已對菲尼斯的惡行無能為力，警督雷妮娜·赫胥黎（Lenina Huxley，珊卓·布拉克 飾演）建議將唯一逮捕過菲尼斯的警官史巴坦給解凍釋放，以再次阻止菲尼斯犯罪。
被釋放的史巴坦對於這種過於和平的新生活感到十分困擾，赫胥黎與她的同事們也覺得史巴坦相當野蠻與不文明。當菲尼斯闖進武器博物館搶奪武器時，他與卡圖碰到面，卡圖提醒他「不要忘了他真正的工作」：殺了「廢物反抗軍」的領導人艾德格·福蘭德里（Edgar Friendly，丹尼斯·利瑞 飾演），這個反抗集團長期的居住在舊洛城的地底下。在一次卡圖做東的晚宴上，史巴坦第一次見到福蘭德里，在史巴坦及赫胥黎與福蘭德里見面及檢查了犯罪紀錄後，他們確認了菲尼斯被賦予的犯罪技能是卡圖設定的，這個行為把菲尼斯變成了更危險的罪犯與殺手，以利菲尼斯除去福蘭德里。
經過一段飛車追逐後，菲尼斯對史巴坦提到他1996年挾持的人質，告訴史巴坦那些人質在他炸毀大樓前就已經被殺害，史巴坦為了他根本沒犯下的罪刑白坐了36年的牢，之後菲尼斯綁架卡圖，命令卡圖釋放其他被冷凍的罪犯，在菲尼斯發現卡圖在他的腦裡下了「不能殺死卡圖」的禁殺令後，他命令他的手下殺了卡圖，並且開始把冷凍監獄中最危險的罪犯解凍。這時史巴坦與菲尼斯大打出手，把菲尼斯冷凍成固狀，踢下他的頭，並且在監獄超載爆炸的前一刻逃出生天。隨著卡圖被殺，執法單位終於與反抗軍面對面，卻發現彼此格格不入。史巴坦建議他們在秩序與自由之間找到平衡點，接著親吻赫胥黎，兩人一同離開。

## 演員
- 席維斯·史特龍 飾 約翰·史巴坦（John Spartan）
- 衛斯理·史耐普 飾 賽門·菲尼斯（Simon Phoenix）
- 珊卓·布拉克 飾 雷妮娜·赫胥黎（Lenina Huxley）——這個角色是以《美麗新世界》的作者奧爾德斯·赫胥黎和小說中的主要人物Lenina Crowne來命名的。
- 奈傑爾·霍桑 飾 雷蒙·卡圖博士（Doctor Raymond Cocteau）
- 班傑明·布萊特 飾 阿爾弗雷多·加西亞(Alfredo Garcia)
- 丹尼斯·利瑞 飾 艾德格·福蘭德里（Edgar Friendly）
- 比爾·科布斯（英语：Bill Cobbs） 飾 扎卡里·蘭姆（Zachary Lamb）
  - 格蘭德·L·布希（英语：Grand L. Bush） 飾 年輕的扎卡里·蘭姆（Zachary Lamb）
- 巴布·甘頓 飾 喬治·厄爾（George Earle）
- 格倫·沙迪克斯（英语：Glenn Shadix） 飾 合夥人鮑伯
- 特朗·沃克（英语：Trent Walker） 飾 可怕的保安
- 特洛伊·埃文斯（英语：Troy Evans (actor)） 飾 詹姆斯麥克米蘭（James MacMillan）
- 大衛·帕特里克·凱利 飾 里昂（Leon）
- 史特夫·卡漢（英语：Steve Kahan） 飾 船長希里（Healy）
- 安德烈·格雷戈里（英语：Andre Gregory） 飾 守望者威廉·史密瑟斯（William Smithers）
  - 馬克·科爾森（英语：Mark Colson） 飾 年輕的守望者威廉·史密瑟斯（William Smithers）
- 積·伯克 飾 荒地廢料
- 傑西·溫圖拉 飾 亞當（Adam）
- 白蘭蒂·萊德弗（英语：Brandy Ledford） 飾“錯號”視頻女郎
- 洛·舒奈達 飾 歐文（Erwin）
- 阿德里安娜·巴碧悠（英语：Adrienne Barbeau） 飾 電腦聲音（未掛名）

## 製作
本片的主體拍攝於1993年2月12日開始，於洛杉矶進行製作。

## 其他媒體

### 續集
1993年，《US Magazine》報道稱，計劃在1995年拍攝續集。2006年，史泰龍被問到關於續集，他說：「我想拍《越空狂龍》的續集，但我相信這艘船已經開航了，也許還有更多的挑戰在地平線上等著。」2020年5月4日，史泰龍表示續集正在開發中。

### 漫畫
1993年11月，由DC漫畫出版了有四部份的有限連續漫畫。

### 小說
羅伯特·丁尼寫了小說版，於1993年11月出版。

## 外部連結
- 互联网电影数据库（IMDb）上《越空狂龍》的资料（英文）
- AllMovie上《越空狂龍》的资料（英文）
- 爛番茄上《越空狂龍》的資料（英文）
- Box Office Mojo上《越空狂龍》的資料（英文）
- Metacritic上《越空狂龍》的資料（英文）